# Arctia fracta
Arctia fracta là một loài bướm đêm thuộc phân họ Arctiinae, họ Erebidae.